# Ikoma Kazumasa
Ikoma Kazumasa (生駒一正?   1555-11 de mayo de 1610) fue un samurái del período Sengoku a inicios del periodo Edo de la historia de Japón. Sirvió bajo las órdenes del clan Oda, del clan Toyotomi y después al clan Tokugawa. Fue daimyō del dominio de Takamatsu.
Kazumasa fue el hijo mayor de Ikoma Chikamasa. Peleó durante las invasiones japonesas a Corea convocadas por Toyotomi Hideyoshi y se alió a Tokugawa Ieyasu durante la batalla de Sekigahara del año 1600. Posterior a la batalla recibió un feudo valuado en los 170.000 koku.
Falleció en 1610 y fue sucedido por su hijo Masatoshi.